# (32534) 2001 PL37
2001 PL37 (asteroide 32534) é um asteroide da cintura principal. Possui uma excentricidade de 0.13295780 e uma inclinação de 17.80640º.
Este asteroide foi descoberto no dia 11 de agosto de 2001 por NEAT em Palomar.